# 16766 Righi
16766 Righi (1996 UP) là một tiểu hành tinh vành đai chính được phát hiện ngày 18 tháng 10 năm 1996 bởi V. Goretti ở Pianoro.